# Zjednoczone Emiraty Arabskie na Letnich Igrzyskach Olimpijskich 2000
Zjednoczone Emiraty Arabskie na Letnich Igrzyskach Olimpijskich 2000 reprezentowało 4 zawodników, byli to sami mężczyźni. Był to piąty start reprezentacji Zjednoczonych Emiratów Arabskich na letnich igrzyskach olimpijskich.

## Skład reprezentacji

### Lekkoatletyka
| Zawodnik                    | Konkurencja   | Eliminacje | Eliminacje | Ćwierćfinał | Ćwierćfinał | Półfinał | Półfinał | Finał | Finał   |
| Zawodnik                    | Konkurencja   | Wynik      | Miejsce    | Wynik       | Miejsce     | Wynik    | Miejsce  | Wynik | Miejsce |
| --------------------------- | ------------- | ---------- | ---------- | ----------- | ----------- | -------- | -------- | ----- | ------- |
| Ali Khamis Rashid Al-Neyadi | bieg na 200 m | 21,93      | 62.        | NQ          | NQ          | NQ       | NQ       | NQ    | NQ      |

### Pływanie
| Zawodnik     | Konkurencja          | Eliminacje | Eliminacje | Półfinał | Półfinał | Finał | Finał   |
| Zawodnik     | Konkurencja          | Czas       | Miejsce    | Czas     | Miejsce  | Czas  | Miejsce |
| ------------ | -------------------- | ---------- | ---------- | -------- | -------- | ----- | ------- |
| Ayoub Al-Mas | 50 m stylem dowolnym | 24,91      | 56.        | NQ       | NQ       | NQ    | NQ      |

### Strzelectwo
| Zawodnik         | Konkurencja   | Kwalifikacje | Kwalifikacje | Finał  | Finał   |
| Zawodnik         | Konkurencja   | Punkty       | Miejsce      | Punkty | Miejsce |
| ---------------- | ------------- | ------------ | ------------ | ------ | ------- |
| Ahmad Al Maktoum | trap          | 111          | 18.          | NQ     | NQ      |
| Ahmad Al Maktoum | trap podwójny | 120          | 23.          | NQ     | NQ      |
| Saeed Al Maktoum | skeet         | 122          | 9.           | NQ     | NQ      |